# Siwa (oasis)
Pour les articles homonymes, voir Siwa.
 (janvier 2021).
Si vous disposez d'ouvrages ou d'articles de référence ou si vous connaissez des sites web de qualité traitant du thème abordé ici, merci de compléter l'article en donnant les références utiles à sa vérifiabilité et en les liant à la section « Notes et références ».
Siwa (ou Sioua, Syouah, ou en berbère : ⵉⵙⵉⵡⴰⵏ Isiwan (Issiouane) ou Sali ; en arabe : واحة سيوة Waḥa Siwa, en copte : ⲥⲓⲟⲩⲁϩ Siouah) est une oasis de l'ouest de l'Égypte, proche de la frontière libyenne et à 560 km du Caire.
Elle est la plus septentrionale des oasis égyptiennes, à 300 km des côtes méditerranéennes de Marsa Matruh. S’abreuvant sur les nappes souterraines, peuplée de près de 33 000 habitants, on la sait occupée depuis la haute Antiquité (sans être certain de la continuité de cette occupation). Aujourd'hui, la langue berbère y est parlée sous sa forme dialectale, le siwi (jlan en isiwan).

## Dénominations et étymologie
Siwa est à la fois le nom d’une région d’oasis et de la ville centrale (le suq) de cette petite région égyptienne située aux confins libyens, à 70 km de la frontière et de la dépression de Qattara.
« Siwa », « Sioua », « Syouah » ou « Siouah » sont des translittérations synonymes pour désigner cette oasis, également connue anciennement sous le nom d’« oasis d’Ammon » (ou Amon).
Siwa est le nom arabe de l'oasis appelée Sali en berbère. Il est aussi appelé Isiwan en berbère moderne.
| sxt | iAm | iAm | iAm | xAst |

| sxt | iAm | iAm | iAm | xAst |

Le nom de l'oasis utilisé en Égypte antique était sḫt jꜣmw, qui signifie « champ d'arbres ». Le toponyme autochtone libyen pourrait avoir été conservé dans l'égyptien « t̠ꜣ(j) n d̠rw « tꜣj » en marge » où « t̠ꜣ » transcrivait le nom local paléo-berbère « *Se » ou « *Sa »
. Ce nom a survécu dans les travaux de géographes musulmans comme سنترية Santariyyah.
L'étymologie du mot سيوة Siwah n'est pas claire. Champollion le fait dériver du copte ⲥⲟⲟⲩϩ (soouh) – une corruption du mot égyptien pour oasis, ⲟⲩⲁϩ (ouoh). Une autre preuve de l'origine égyptienne du nom de Siwa est un autre nom de lieu dans l'oasis de Kharga qui pourrait partager la même étymologie – S.t-wȝḥ, actuelle Deir el-Hagar). Basset le rattache à un nom de tribu berbère swh attesté plus à l'ouest au début de la période islamique, quand Ilahiane, suivant Chafik, le relie au mot chleuh asiwan, un type d'oiseau de proie, et donc de Amon-Rê, dont l'un des symboles était le faucon. Certains auteurs classiques se réfèrent au site en tant que « Ammonium». .
On peut noter que la racine berbère WN donne dans certains dialectes du berbère du Nord le terme asawen qui signifie montée ou côte et dont le pluriel isiwanen peut signifier « ensemble de collines » en dialecte zayane.

## Description

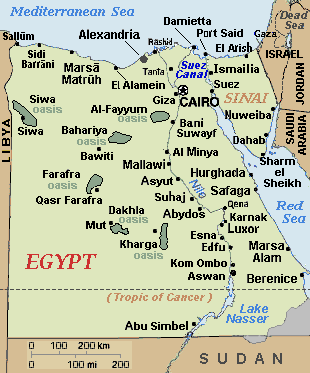
Carte des principales oasis d'Égypte (Siwa en haut à gauche).

Située dans une dépression rendue fertile par le jaillissement de quelques centaines de sources artésiennes et d’un travail humain continu, Siwa est en bordure directe du plateau du désert Libyque. De fait, le plateau de calcaire (souvent coquillier) et des inselbergs issus de son érosion le long des dunes de sable créent des reliefs que les Isiwan (habitants de Siwa en berbère) qualifient de montagne (adrar en berbère, et djebel en arabe).
Avec l'oasis voisine de Qara, il s’agit du point le plus oriental de peuplement berbérophone.
Deux grands lacs salés sont alimentés par l'eau de drainage d'origine agricole. Deux vieilles forteresses de terre construites sur des inselbergs : shālī Siwa et shālī Aghurmi sont aujourd'hui en ruines.
L'agriculture est l'activité principale de Siwa. C'est essentiellement une agriculture oasienne irriguée de jardinage en palmeraie : du maraîchage et une arboriculture principalement tournée vers la culture des dattes et des olives, lesquelles sont en partie valorisées en huile.

## Histoire
Aucun lien n'est attesté entre Siwa et le reste de l'Égypte antique avant la XXVIe dynastie. À cette époque, une nécropole y est construite.
C'est à proximité de Siwa qu'aurait disparu, dit la légende, vers 500 av. J.-C. l'armée de Cambyse II.
Depuis plus de 2 000 ans, le nom de l'oasis de Siwa est associé à celui d'Alexandre le Grand. En effet, c'est au temple d'Amon au cœur de cette oasis, qu'en 331 avant notre ère l'un des plus célèbres oracles de l'Antiquité méditerranéenne vient confirmer la nature divine d'Alexandre, déclaré fils du dieu Amon, le confortant dans son statut de pharaon.
En 708, les arabo-musulmans se heurtent à la résistance de cette oasis berbère dont la population ne s'est d'ailleurs pas convertie à l'islam avant le XIIe siècle[réf. nécessaire].
La commercialisation des produits du palmier dattier par les caravanes de marchands (sur les routes transsahariennes) est très ancienne. Siwa a connu un isolement relatif : on y venait commercer sans vraiment y séjourner. Depuis, la route goudronnée établie en 1984, liant l’oasis à Marsa Matrouh (sur le littoral à 300 km), on note un début d’ouverture au tourisme égyptien et international. Ces dernières années, l'oasis a changé : les motos remplacent les ânes, le tourisme domestique se développe et de nombreux Égyptiens viennent désormais séjourner à Siwa (il n'y avait que des touristes étrangers auparavant), plusieurs Égyptiens se sont même installés là-bas et l'influence de la télévision (l'électricité n'a été établie qu'en 1987) a contribué à changer les mentalités[réf. nécessaire].

## Tourisme
Siwa obtient en 2023 le label Meilleurs villages touristiques de l'Organisation mondiale du tourisme.

## Galerie

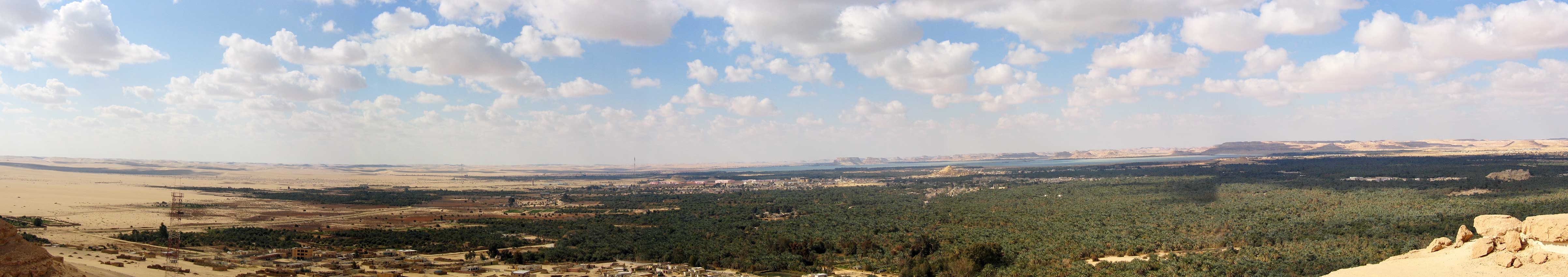
Panoramique de l'oasis de Siwa depuis la montagne de Dakrur.

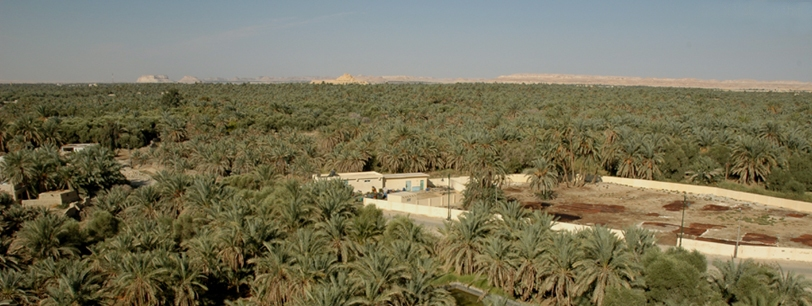
L'oasis de Siwa.
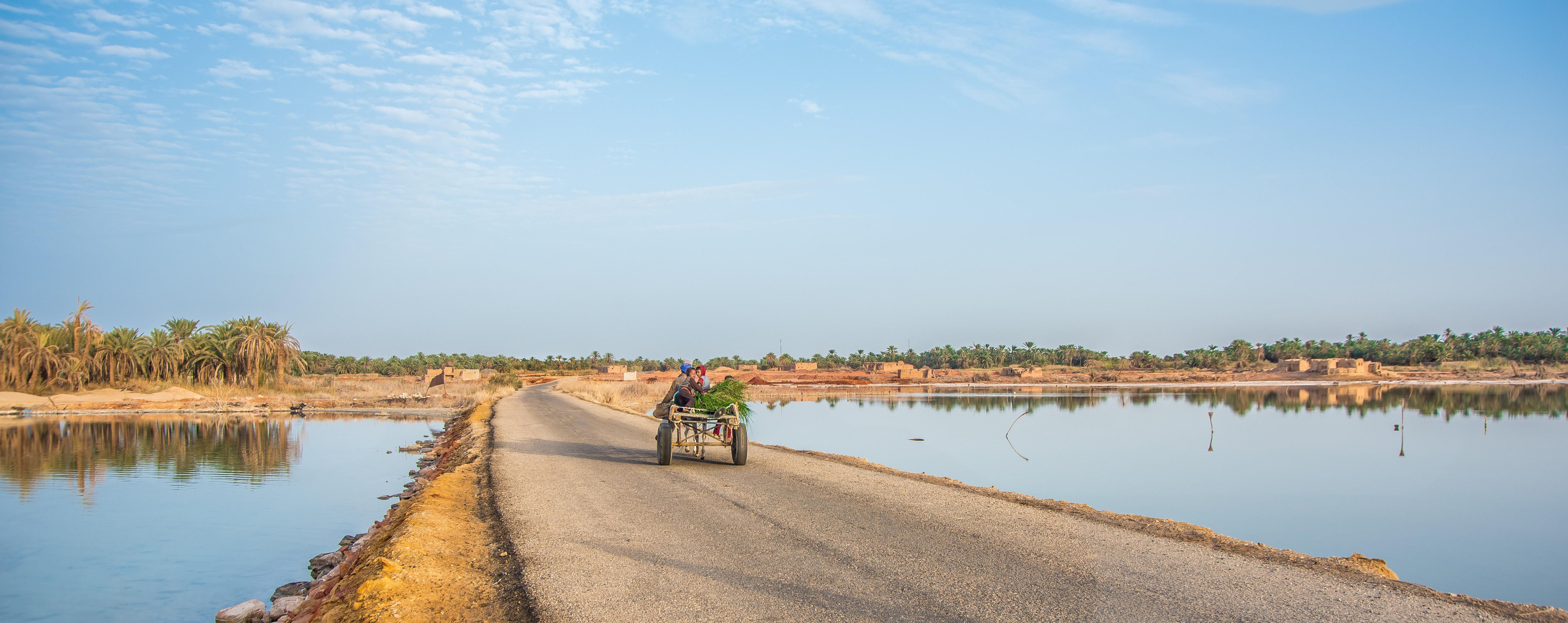
Accès à l'oasis de Siwa.
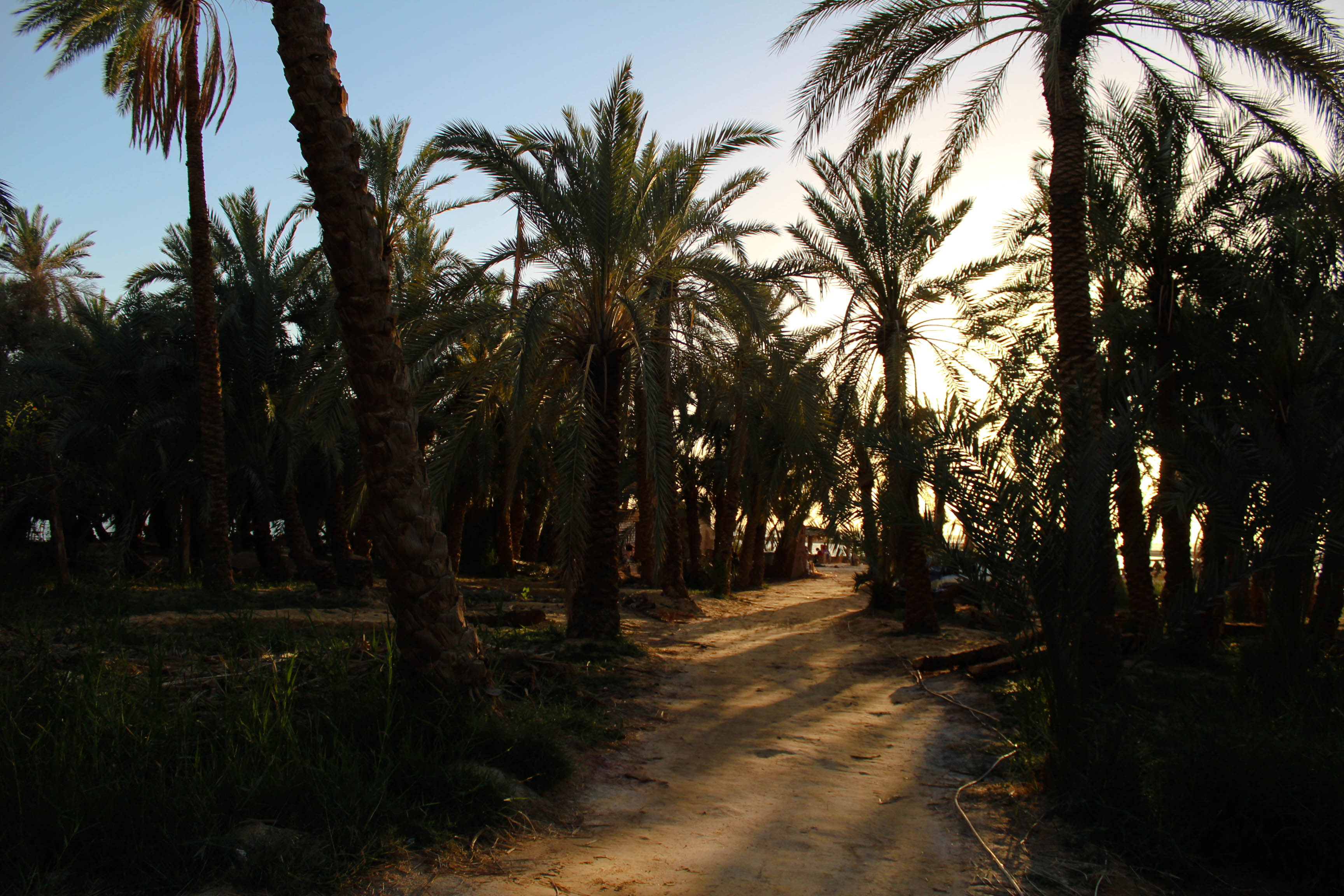
Île Fatnis.

## Climat
| Mois                              | jan. | fév. | mars | avril | mai  | juin | jui. | août | sep. | oct. | nov. | déc. | année |
| --------------------------------- | ---- | ---- | ---- | ----- | ---- | ---- | ---- | ---- | ---- | ---- | ---- | ---- | ----- |
| Température minimale moyenne (°C) | 4    | 6    | 9    | 12    | 15   | 19   | 21   | 21   | 18   | 16   | 11   | 6    | 12    |
| Température moyenne (°C)          | 12   | 14   | 17   | 20,5  | 24,5 | 28   | 29,5 | 29   | 26,5 | 24   | 19   | 14   | 20,5  |
| Température maximale moyenne (°C) | 20   | 22   | 25   | 29    | 34   | 37   | 38   | 37   | 35   | 32   | 27   | 22   | 29    |
| Précipitations (mm)               | 1    | 1    | 1    | 1     | 1    | 0    | 0    | 0    | 0    | 1    | 1    | 2    | 9     |

## Transports

Dans les rues de Siwa
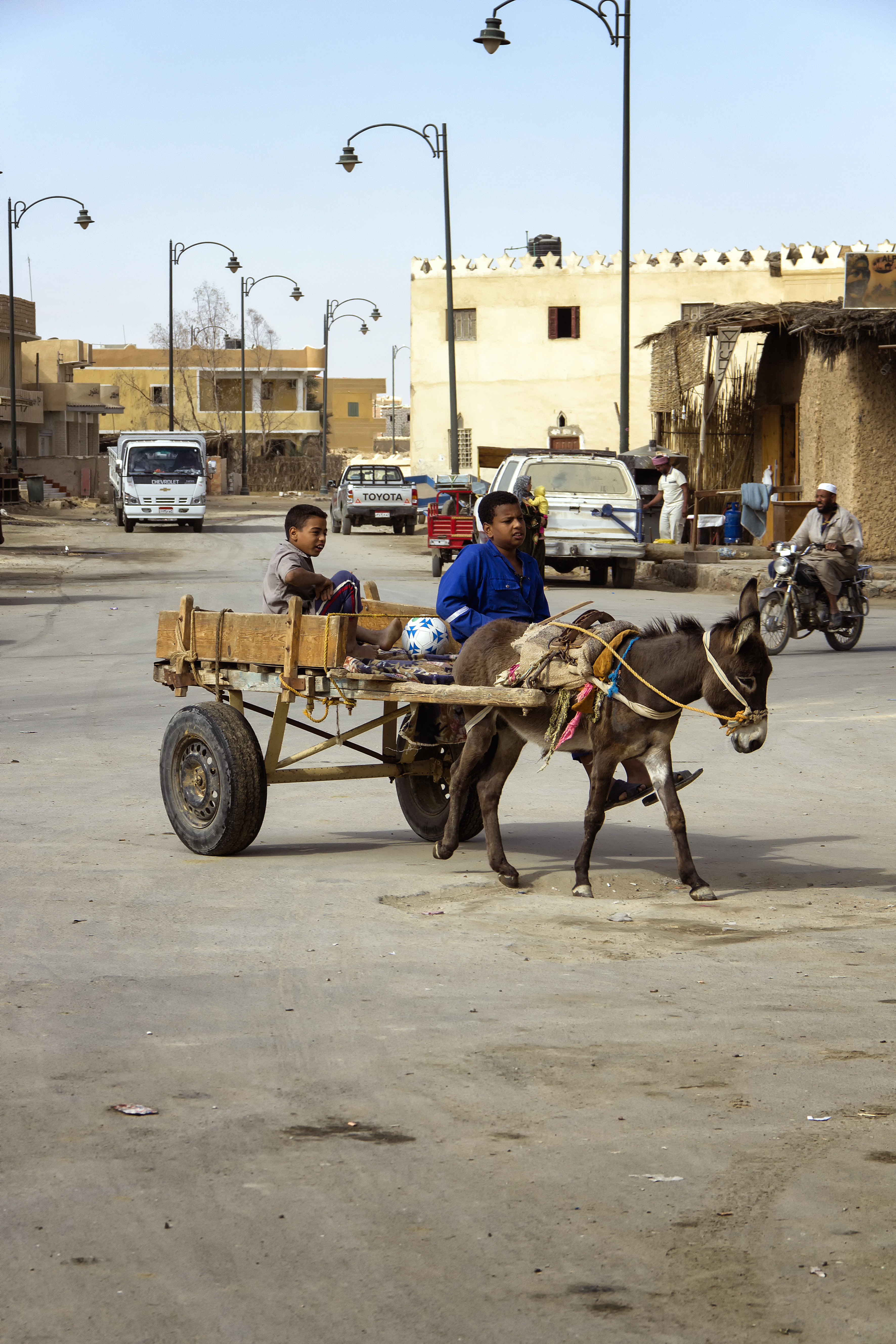
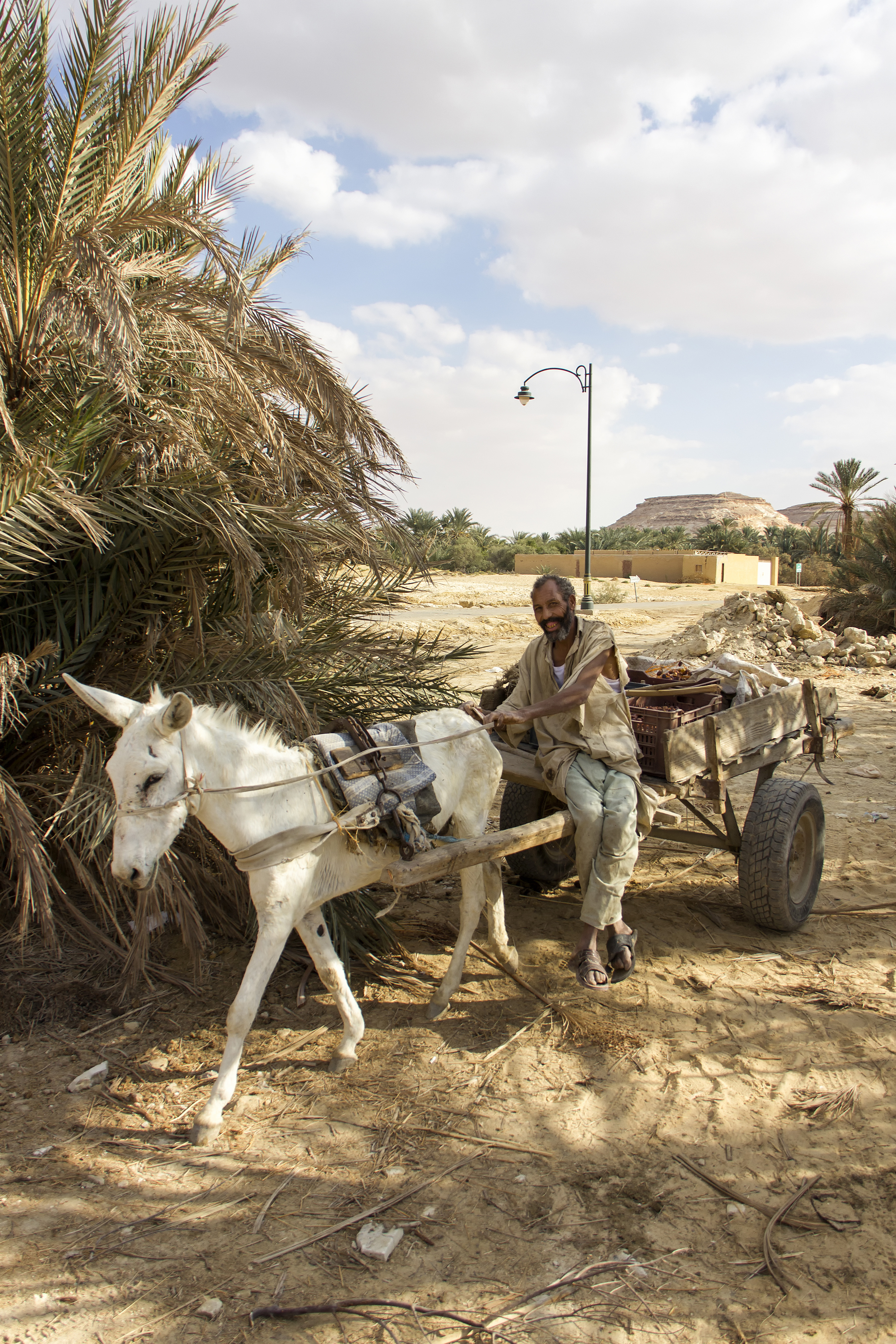
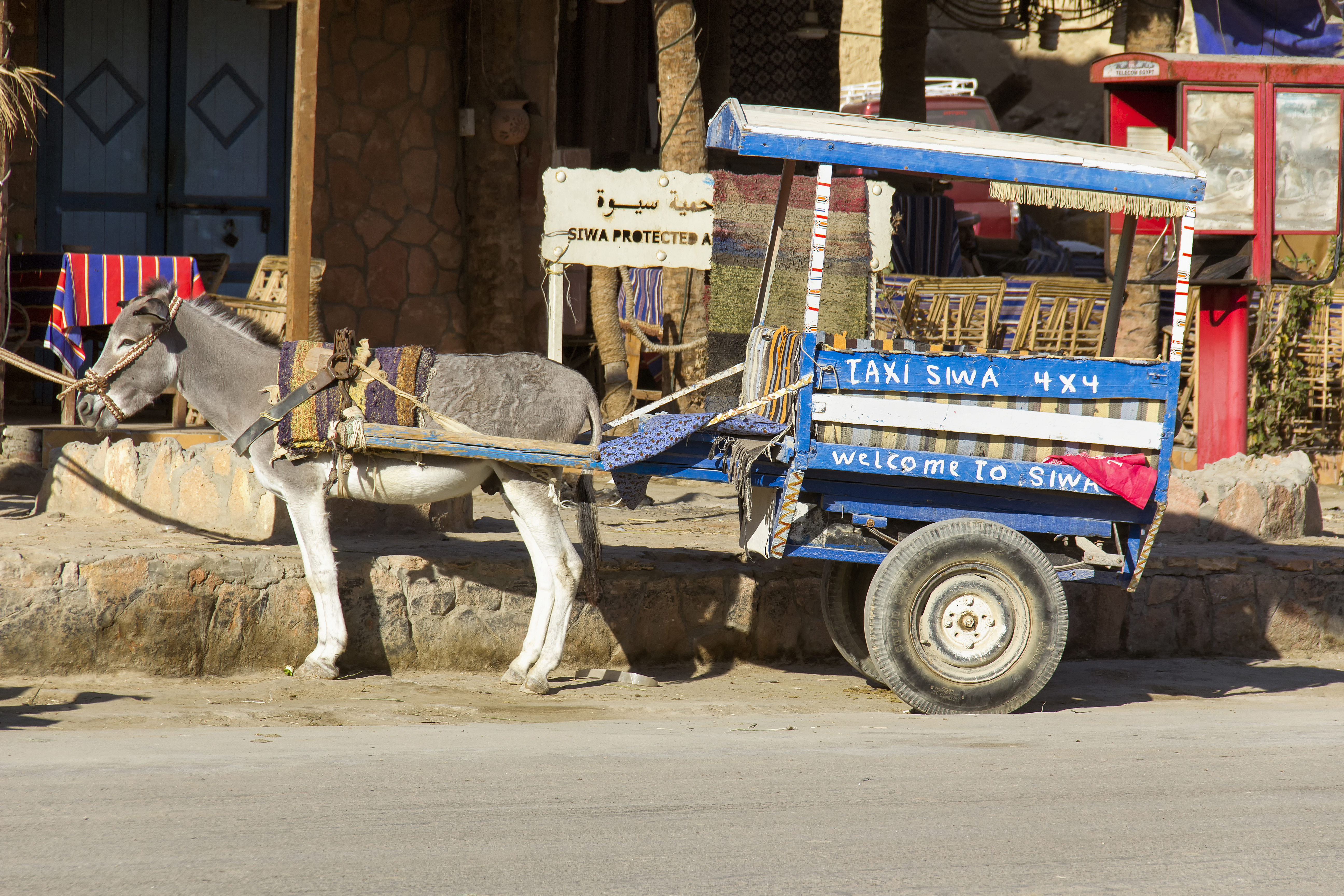
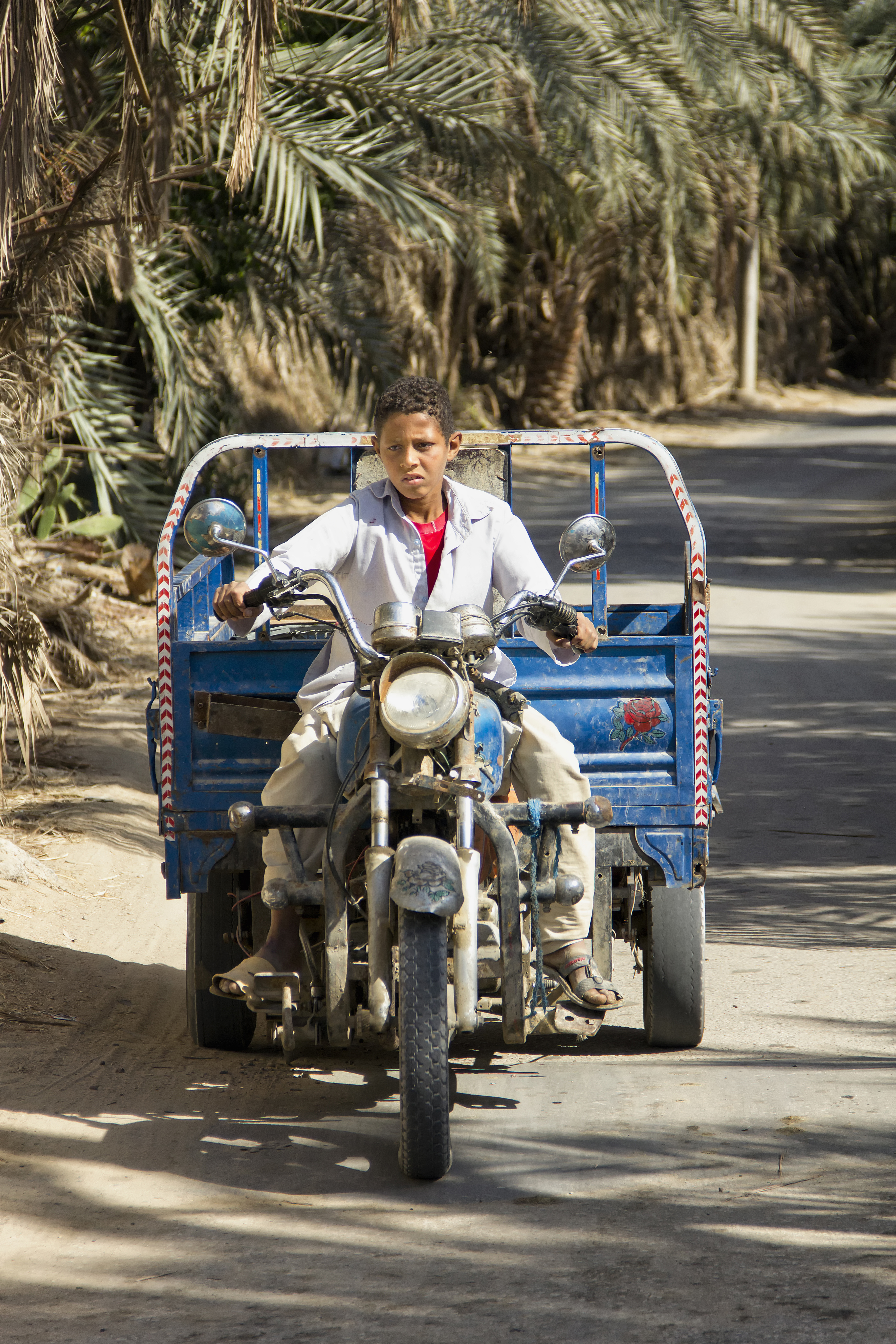
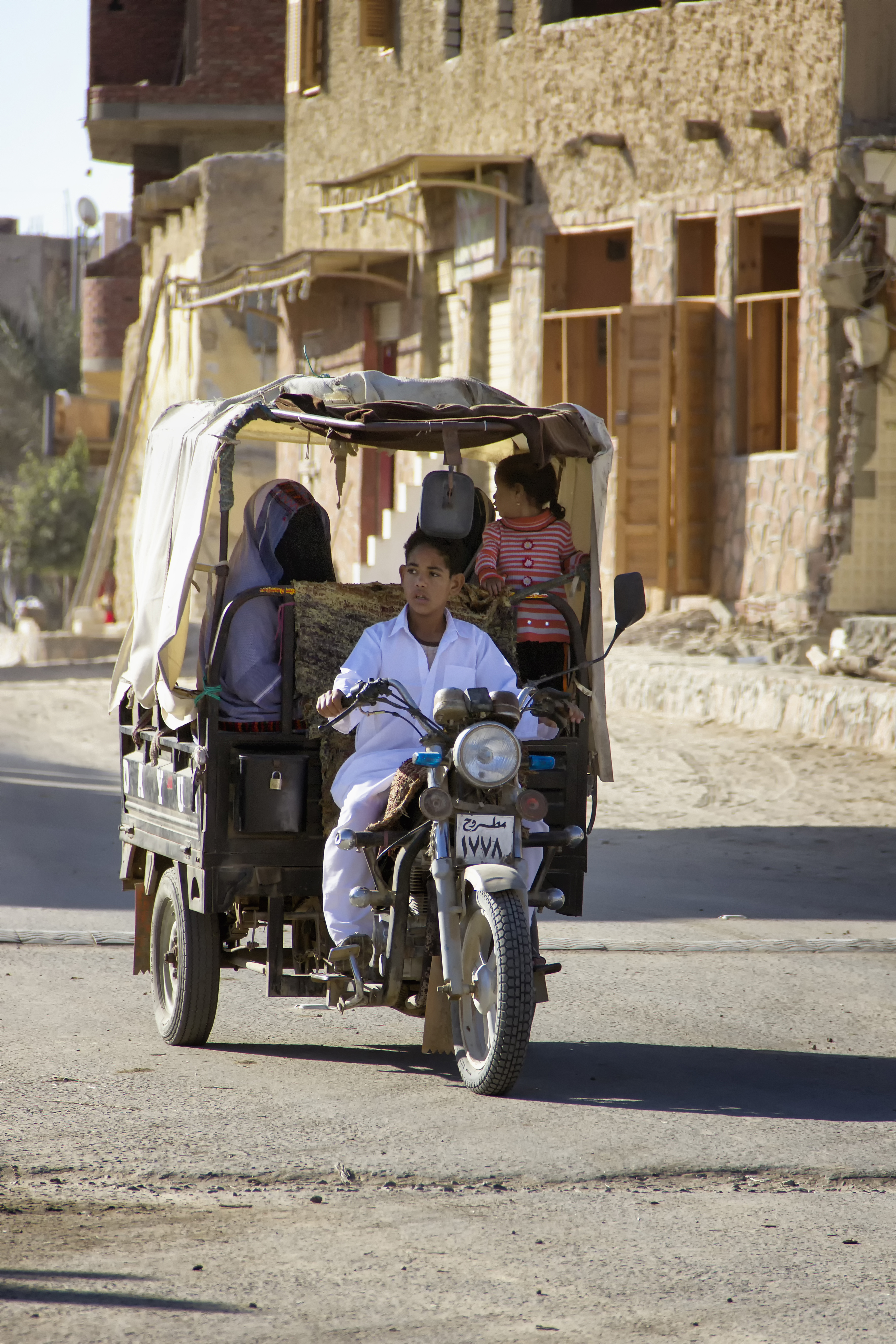

## Art et coutumes

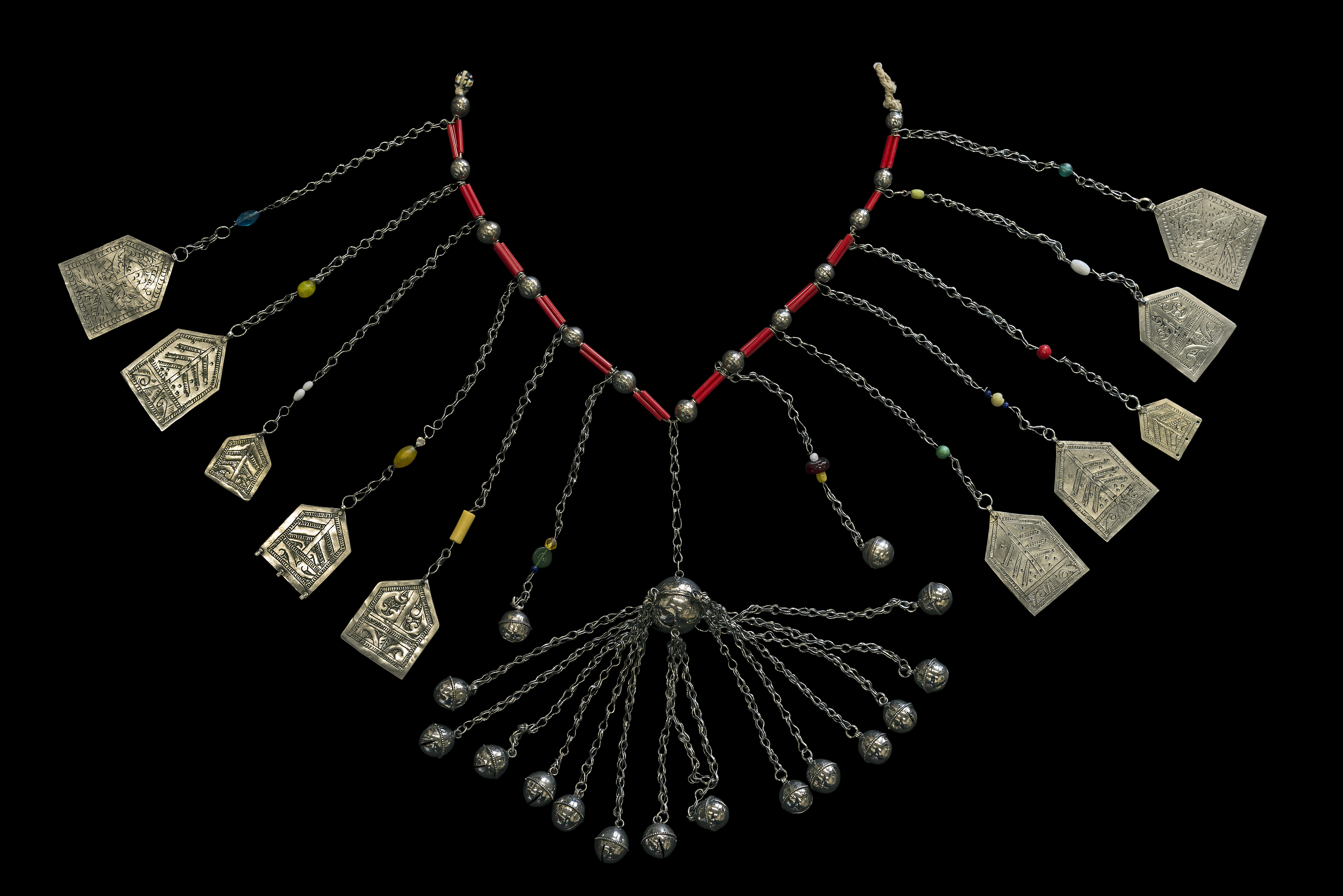
Collier en argent et perles de verre (début du xxe siècle), muséum de Toulouse.
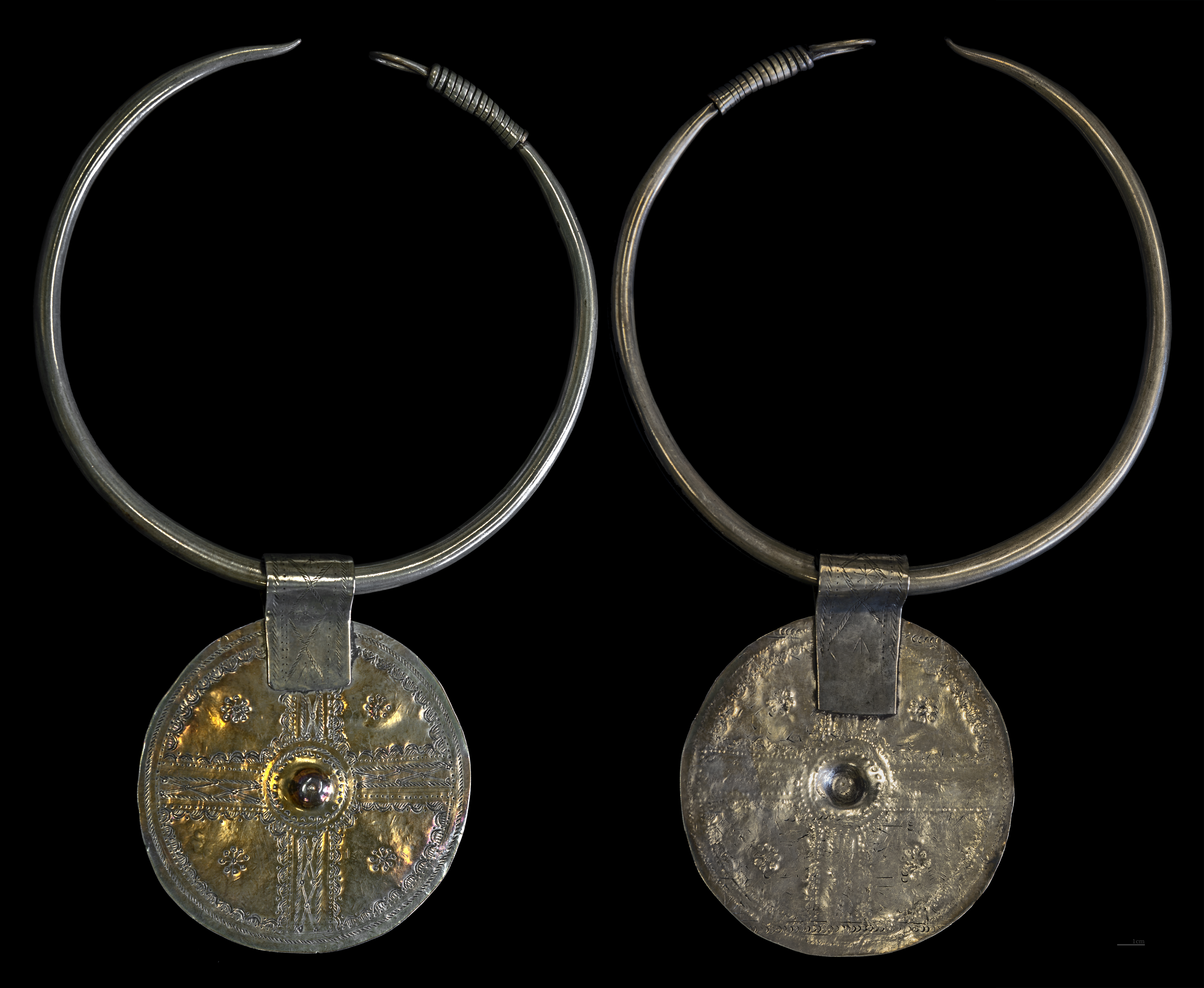
Torque et pendentif en argent (début du xxe siècle), muséum de Toulouse.
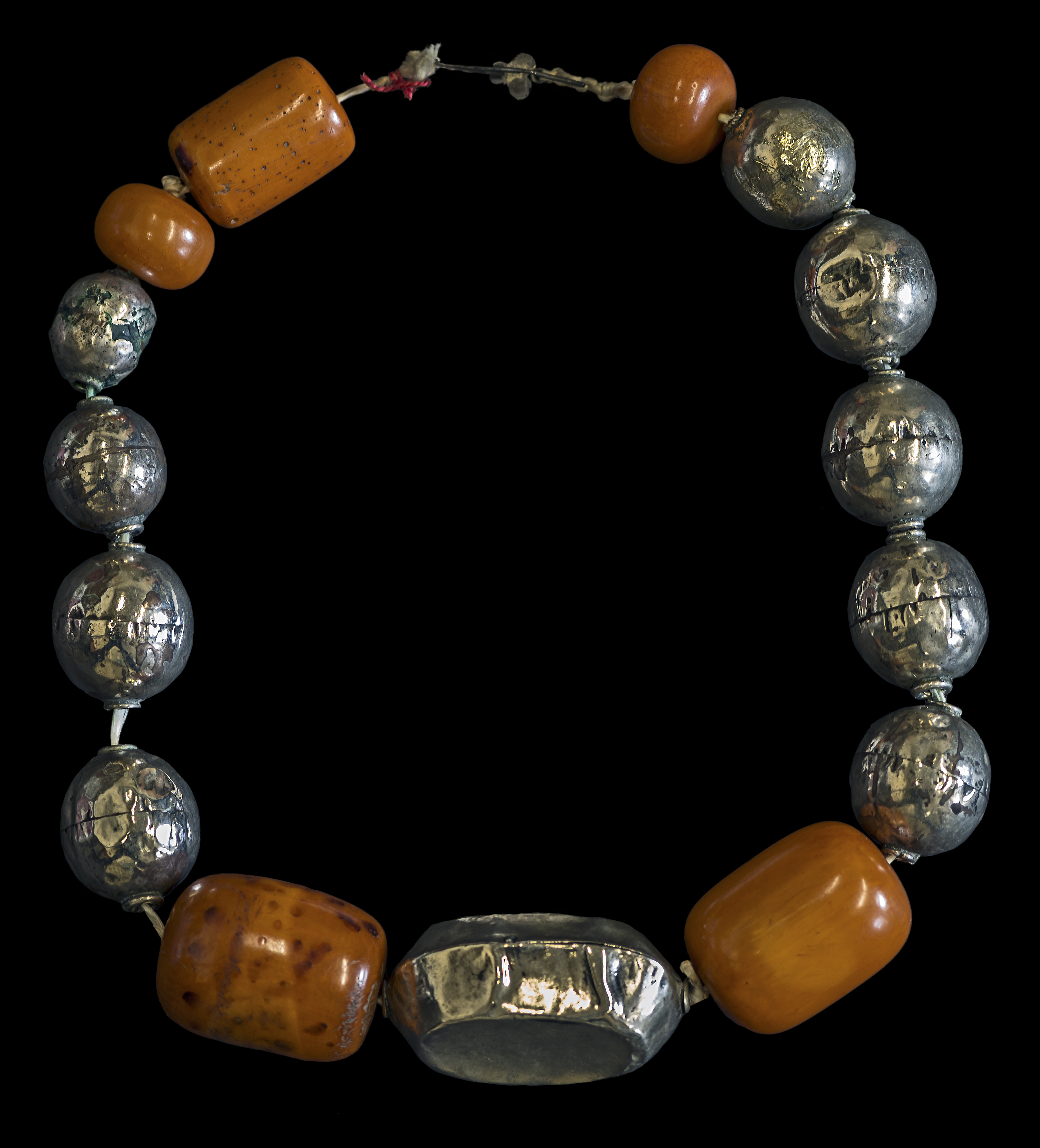
Collier en argent et pièces d'ambre polis (début du xxe siècle), muséum de Toulouse.

## Dans la culture populaire
- Assassin's Creed Origins, jeu vidéo dont une partie de l'action se passe dans l'oasis de Siwa, d'où est originaire le héros Bayek.